# Peleteria anaxias
Peleteria anaxias là một loài ruồi trong họ Tachinidae.